# Jordi Ventura
Jordi Ventura i Subirats (Barcelona, 1932-15 de enero de 1999) fue un historiador español especializado en culturas minoritarias y el occitanismo, profesor de historia económica de la facultad de ciencias económicas de la Universidad de Barcelona.
Estuvo exiliado entre 1951 y 1956 en Francia, Estados Unidos y Venezuela. Se diplomó en Ciencias Empresiariales en Estados Unidos, pero más tarde se doctoró en Historia, y estudió periodismo. Se especializó en la Edad Media y tentó a ser un revulsivo en la escuela histórica impulsada por Ramon d'Abadal i de Vinyals. Fue profesor en la Escuela de Periodisme de l'Església, en Barcelona. Fue miembro del Institut d'Estudis Occitans y coordinador del comité científico de la Asociación de las Regiones de Europa desde 1989.
Se interesó por cuestiones de temática variada, como las naciones minoritarias de Europa (en especial, Occitania), y por la influencia de Étienne Cabet en el socialismo utópico catalán. Finalmente, mantuvo una fuerte polémica con Jesús Mestre Godes sobre su visión del catarismo.

## Obras
- Pere el Catòlic i Simó de Monfort (1959)
- Alfons el Cast, el primer comte-rei (1961)
- Les cultures minoritàries europees (1963)
- Els catalans i l"occitanisme (1964).
- Els heretges catalans (1963)
- El catarismo en Cataluña en el Butlletí de l'Acadèmia de Bones Lletres de Barcelona, 1959-60.
- La valdesía de Catalunya en el Butlletí de l'Acadèmia de Bones Lletres de Barcelona, 1960-61).
- Théorie des nations prolétaires. Les raisons économiques du nationalisme minoritaire (1963)
- Vida del treball a tallers i fàbriques (1965)
- Lluís Alcanyís, médico valenciano del siglo XV (1973)
- La verdadera personalidad del barón Koenig (1970)
- Icària... en "Cuadernos de Historia Económica de Cataluña" (1972)
- Inquisició espanyola i cultura renaixentista al País Valencià (1977) Premio Joan Fuster
- Historia de España (1975) en cuatro volúmenes
- Les equivalències monetàries a Catalunya a principis de l'Edat Moderna (1984)
- La moneda a Catalunya durant el regnat de Carles III (1988)
- El llenguatge econòmic, legal i social del segle XV (1991)
- Les manipulacions monetàries a València a finals del segle XV (1993)
- La Bíblia valenciana. Recuperació d'un incunable en català (1994)

- Datos: Q3394423